# マルセロ・ゴンサウヴェス・コスタ・ロペス
マルセロ・ゴンサウヴェス・コスタ・ロペス（Marcelo Gonçalves Costa Lopes、1966年2月22日 - ）は、ブラジル・リオデジャネイロ出身の元同国代表サッカー選手。ポジションはディフェンダー。

## 経歴
1987年からキャリアをスタートさせたが、セリエAとカンピオナート・カリオカを制した以外には特筆すべき点がなく、一時はメキシコの無名クラブへ移籍するなど、無名の存在だったが、1995年にボタフォゴFRに復帰すると著しい成長を見せ、セリエA優勝、その勢いで1996年、30歳にしてA代表入り、そして1997年はカンピオナート・カリオカを制覇した。またコパ・アメリカ1997で評価を高め、FIFAコンフェデレーションズカップ1997にも参加、1998 FIFAワールドカップでも準優勝し、最終的にA代表キャップを23にのばしている。

## 代表歴

### 出場大会
- ブラジル代表
  - 1998 FIFAワールドカップ

### 試合数
- 国際Aマッチ 23試合 1得点（1996年-1998年）[2]

| ブラジル代表 | 国際Aマッチ | 国際Aマッチ |
| 年           | 出場        | 得点        |
| ------------ | ----------- | ----------- |
| 1996         | 5           | 1           |
| 1997         | 11          | 0           |
| 1998         | 7           | 0           |
| 通算         | 23          | 1           |

## タイトル

### クラブ
フラメンゴ
- カンピオナート・ブラジレイロ・セリエA : 1987

ボタフォゴ
- カンピオナート・カリオカ : 1990, 1997
- カンピオナート・ブラジレイロ・セリエA : 1995

### 代表
ブラジル代表
- コパ・アメリカ : 1997
- FIFAコンフェデレーションズカップ : 1997